# Taxe sur les transactions financières dans l'Union européenne
 (novembre 2020).

Taxe sur les transactions financières de l'UE
États de l'UE soutenant cette taxe
États de l'UE s'opposant à cette taxe
Autres États de la zone euro
Autres États hors zone euro

La taxe sur les transactions financières dans l'Union européenne (UE TTF) est une proposition émise par la Commission européenne pour introduire une taxe sur les transactions financières (TTF) au sein de quelques États membres de l'Union européenne. Elle devait voir le jour au plus tard le 1er janvier 2016. La taxe aurait un impact sur les transactions financières opérant entre les institutions financières en taxant de 0,1 % les échanges d'actions et d'obligations et de 0,01 % les produits dérivés financiers.
La proposition d'une transaction financière pour l'UE serait différente d'une taxe bancaire, que certains gouvernements proposent également pour taxer les banques afin de récolter des fonds pour les assurer en vue de futurs plans de sauvetage. Cette taxe sur les transactions financières, qui pourrait rapporter 57 milliards d'euros par an, reste controversée parmi les États membres de l'UE. En octobre 2012, après l'échec des discussions pour établir une taxe dans l'ensemble de l'UE, la Commission européenne proposa alors d'utiliser le processus de coopération renforcée pour permettre aux États qui le souhaitent de mettre en application cette taxe,. La proposition, soutenue par 11 États de l'UE, fut approuvée par le Parlement européen en décembre 2012. L'accord final sur les détails de la TTF UE doit encore être décidé et approuvé par le Parlement européen.

## Histoire
Le 28 juin 2010, l'exécutif de l'Union européenne annonça qu'il allait étudier si l'UE devait imposer seule une taxe sur les transactions financières après l'échec des négociations lors du G20.[réf. nécessaire] Le lendemain, la Commission européenne prescrivit l'instauration d'une taxe sur le secteur financier de l'UE sur le modèle de la taxe Tobin afin de générer des revenus directs pour l'Union européenne. Au même moment, la Commission suggéra alors de réduire les cotisations existantes des 27 États membres.
À l'occasion du sommet de Copenhague de décembre 2009, les eurodéputés Vincent Peillon, Eva Joly, Daniel Cohn-Bendit, Marielle de Sarnez et Harlem Désir avaient proposé d'affecter les ressources de la taxe Tobin au financement de la lutte contre le changement climatique dans les pays en développement.
Le 10 mars 2010, les élus européens se prononcent à une large majorité pour l'introduction d'une taxe sur les transactions financières. Ses recettes sont évaluées à 200 milliards d'euros par an. Elle serait un amendement à une résolution  pour l'instauration d'une taxe à l'échelle mondiale présentée par l'élue socialiste grecque Anni Podimata,,. 
En juin et octobre 2010, ce sont deux nouvelles tentatives des socialistes au Parlement européen, dont la Française Pervenche Bérès à travers son rapport sur la crise, de faire adopter le principe d'une taxe sur les transactions financières mais cette fois-ci à l'échelle européenne,. Après des débats houleux le rapport d'Anni Podimata, est approuvé en session plénière en mars 2011 et appelle de ses vœux l'introduction d'une taxe sur les transactions financières au niveau européen,. 
Le 9 mars 2011, le Parlement européen vote le principe d'une taxe sur les transactions financières qui pourrait rapporter 200 milliards d'euros.
La proposition de taxe Tobin est reprise en juin 2011 par la commission européenne. Le 28 septembre dans son discours sur l'état de l'Union, le président de la Commission, José Manuel Barroso confirme le projet de mise en place d'une taxe financière au plus tard pour 2014. Le 16 août 2011, Nicolas Sarkozy et Angela Merkel annoncent à leur tour leur volonté de mettre en place une taxation des transactions financières pour répondre à la crise des dettes européennes. La proposition est ensuite défendue par Nicolas Sarkozy au G20 de Cannes en novembre 2011. Un amendement voté par le sénat le 18 novembre 2011 a pourtant été rejeté par Valérie Pécresse membre du gouvernement Fillon qui a déclaré : « pour être viable, la taxe sur les transactions financières doit être mise en œuvre au moins à l'échelle européenne et même, de préférence, au niveau mondial, faute de quoi elle sera nécessairement contournée ».
Le 16 février 2012, l'Assemblée nationale française adopte toutefois le principe d'une taxe limitée à la France qui pourrait rapporter un milliard d'euros et qui serait mise en œuvre en août 2012. La taxe de ce projet ne concerne toutefois pas le trading haute fréquence. Le 13 mars 2012, le conseil des ministres des finances de la zone Euro ne dégage pas de consensus pour la mise en place d'une taxe en zone euro. 
Le 23 mai 2012, le Parlement européen approuve les modalités d'une taxe sur les transactions financières présentée le 28 septembre 2011 par la Commission européenne et susceptible selon elle de rapporter 55 milliards d'euros par an. Lors du sommet du G20 de Los Cabos, les 18 et 19 juin 2012, le président de la République française François Hollande déclare qu'elle entrera en vigueur dans les pays de l'Union Européenne qui le souhaitent en 2013.

### États requérants pour participer à la coopération renforcée
En 2012, 11 États ont accepté de participer à l'instauration d'une TTF proposée par la Commission européenne en utilisant la coopération renforcée :
- Allemagne : le 10 décembre 2009, la chancelière allemande Angela Merkel changea d'avis et se positionna en faveur d'une TTF au sein de l'UE[27].
- Autriche
- Belgique
- Espagne
- Estonie
- France : en 2001, l'Assemblée nationale avait voté un amendement pour l'instauration d'une taxe financière, alors refusée par le Sénat en 2002[28],[29],[30]. Le 1er août 2012, le tout nouveau président François Hollande introduisit une taxe financière à hauteur de 0,2 %, qui devait rapporter 170 millions d'euros en 2012 et 500 millions en 2013[31],[32].
- Grèce
- Italie : en janvier 2012, le nouveau premier ministre italien Mario Monti déclara que l'Italie avait changé d'avis et qu'elle supporterait dorénavant cette taxe tout en mettant en garde les pays qui voulaient instaurer cette taxe unilatéralement[33].
- Portugal
- Slovaquie
- Slovénie

### Autres États soutenant la taxe
- Pays-Bas : initialement opposés à cette taxe, les Pays-Bas ont vu leur position évoluer à la faveur des élections de septembre 2012. En effet, le nouveau gouvernement libéral-travailliste s'est montré favorable à l'idée de rejoindre cette coopération renforcée sous certaines conditions[34].

### États s'opposant à cette taxe
Le 22 janvier 2013, six États européens, dont deux membres de la zone euro, se sont fermement opposés à la TTF en s'abstenant lors du vote visant à autoriser cette coopération renforcée :
- Bulgarie
- Luxembourg : le gouvernement luxembourgeois a décidé de soutenir la démarche britannique consistant à intenter un recours contre cette taxe[35].
- Malte
- République tchèque
- Royaume-Uni : craignant les effets néfastes qu'aurait cette taxe sur sa place financière, la City, le gouvernement britannique s'y opposa dès septembre 2011. Le Chancelier de l'Échiquier britannique, George Osborne, a déclaré « nous ne sommes pas contre le principe même de taxer les transactions financières, mais nous nous inquiétons des effets extra-territoriaux de la proposition de la Commission et je pense que cette préoccupation est partagée par quelques autres pays ». Le 19 avril 2013, le gouvernement britannique a intenté un recours contre cette taxe devant la Cour de justice de l'Union européenne, contestant notamment « les effets extraterritoriaux » que pourrait entraîner l'application de la TTF au sein des onze États membres participants[36],[37].
- Suède : l’échec de la tentative suédoise d’introduire un tel prélèvement au milieu des années 1980 explique pour partie le scepticisme de Stockholm. Le pays avait en effet mis en place un tel dispositif sur son marché d’actions en 1984, bientôt étendu aux obligations. Cette taxe de 0,5 % a été abrogée en 1990, compte tenu de la délocalisation des transactions vers la City mais aussi des entreprises concernées[38].

### États tiers
- États-Unis : le secrétaire américain au Trésor s'opposait à cette taxe en avril 2013[39].

En janvier 2013, les ministres européens des Finances donnent leur accord au lancement d'une taxe sur les transactions financières à partir de 2014-2015. Selon le quotidien Le Figaro, « les échanges d'actions et d'obligations seraient taxés à un taux de 0,1 % et les contrats dérivés à un taux de 0,01 % ». Les recettes escomptées varient entre 10 et 30 milliards d'euros et leur usage est encore davantage discuté : finance du budget européen (Bruxelles), aide au développement (Paris), éducation (Vienne), trésor national (Berlin). 

### Application
Le 6 mai 2014, les ministres des Finances de dix États signent un accord de mise en application de cette taxe pour l'année 2016, la Slovénie étant dans l'impossibilité de le signer en raison de la démission du Premier ministre la veille. Dans un premier temps, seuls les actions et certains produits dérivés seront concernés par la taxe. En  2016, les désaccords persistent entre les pays signataires  et la taxe n'est pas mise en œuvre.

## Nouveau projet de la Commission européenne
En Juin 2019, dans le cadre d'un projet européen de coopération renforcé (accord minimum de 9 états), est annoncé un calendrier qui amènerait la commission européenne à présenter un projet d'ici 2024. 
Le débat revient dans les institutions européennes pour l'élaboration du budget de l'Union européenne  au cours de l'année 2020. Selon les analyses de l'Institut Rousseau et de Mediapart, la France fait partie des principaux opposants à l'instauration d'une taxe sur les transactions financières efficace, c'est-à-dire apportant plus de seulement quelques milliards de recettes,.

### Proposition aboutissant à un compromis
En octobre 2020, lors des négociations difficiles sur le budget, le rapporteur et eurodéputé Pierre Larrouturou entame une grève de la faim. Il réclame une augmentation de la taxe sur les transactions financières sans exception, associée à un projet de "Pacte Finance Climat". Le 10 novembre 2020, les États et le Parlement européen parviennent à un accord de compromis. Malgré une estimation de rendement de 3,5 milliards d'euros par an, l’assiette et le taux de la taxe sont si faibles que, selon le député et les critiques de l'Autriche, elles épargneraient 99% des transactions.